# Willem Sandberg
Pour les articles homonymes, voir Sandberg.
Jonkheer Willem Jacob Henri Berend Sandberg, aussi connu comme Willem Sandberg, né en 1897 et mort en 1984,  est un typographe, conservateur de musée et résistant néerlandais durant la Seconde Guerre mondiale.

## Biographie
Durant la seconde guerre mondiale, Willem Sandberg aide à préparer l'attaque contre le registre de la population d'Amsterdam. 
Il fut le conservateur du Stedelijk Museum d'Amsterdam. Il s'efforce de moderniser le bâtiment ancien : les murs intérieurs sont peints en blanc (1938) ; les portes d'entrée monumentales sont remplacées par une porte en verre. Il fait construire une extension (1954).

## Reconnaissance
Le prix Sandberg, consacré aux arts visuels décerné entre 1985 et 2002 est nommé en son honneur.

## Distinctions
- Juste parmi les nations[3]
- Prix Érasme 1975[4]